# Ернст Кребс
Ернст Кребс (Минхен, 4. новембар 1906 — Гаутинг, 20. јул 1970) бивши је немачки нордијски скијаш и кајакаш на мирним водама (спринтер). Учествовао је на такмичењима у скијашком трчању почетком, а кајаку на мирним водама крајем 1930-их година.

## Спортска биографија
Ернст Кребс је почео своју спортску каријеру као скијаш. На Светском првенству у нордијском скијању 1929. у Закопанима где је у дисциплини скијашко трчаеа на 18 км стигао као 8. У периоду 1928—1932 био је четири пута првак Немачке у скијашком трчању у органозацији Баварског скијашког савеза.
Учествовао је на 1. Европском првенству у кајаку и кануу на мирним водама 1933. у Прагу. Такмичио се у класичном кајаку једноседу (К-1) на удаљености од 10.000 метара, а 1936. у истој дисциплини победио је на првенству Немачке, што му је отворило пут за учешће на Летњим олимпијским играма 1936. у Берлину.
На Олимпијским играма 1936. први пут је у званични програм уврштено такмичење у кајаку и кануу, па је Ернст Кребс освојивши златну медаљу у дисциплини К-1 на 10.000 метара постао први олимпијски победник у тој дисциплини.
Кребс је волео планинарење. Године 1932. преживио је тежак пад са велике висине на Висбахорну. Године 1970. као мајстор водоинсталатер, погинуо је падом са трећег спрата при исталацији олука.